# Schweinfurth (Gröditz)
Schweinfurth ist ein Ortsteil der sächsischen Stadt Gröditz im Landkreis Meißen.

## Geografie und Verkehrsanbindung

Schweinfurth auf einer geschichtlichen Karte des Kreises Liebenwerda (1910).

Schweinfurth liegt etwa drei Kilometer nördlich von Nauwalde direkt an der sächsisch-brandenburgischen Grenze. Das Dorf ist die nördlichste Siedlung im Landkreis Meißen und somit auch der nördlichste Ortsteil von Gröditz. In Schweinfurth beginnt mit Stand 2022 eine Regionalbuslinie in Richtung Gröditz und Riesa, wo jeweils Anschluss an das Eisenbahnnetz und die Bundesstraße 169 besteht.

### Nachbarorte
| Kosilenzien (Brandenburg) | Oschätzchen (Brandenburg)                   | Reichenhain (Brandenburg) |
| Kröbeln (Brandenburg)     | Kompassrose, die auf Nachbargemeinden zeigt | Röderland (Brandenburg)   |
| Nieska                    | Nauwalde                                    | Gröditz                   |

## Geschichte
Das Straßenangerdorf auf Gewannflur war 1696 zum Amt Großenhain gehörig. Die Grundherrschaft übte 1552 das Rittergut Saathain aus. Zwischen 1856 und 1875 gehörte Schweinfurth zum Gerichtsamt Großenhain, danach zur Amtshauptmannschaft Großenhain. Im Jahr 1900 betrug die Größe der Ortsgemarkung 255 Hektar. 1925 lebten 136 evangelisch-lutherische Bürger und ein Katholik in Schweinfurth. 1952 wurde Schweinfurth als eigenständige Gemeinde Teil des aus der Amtshauptmannschaft gebildeten Kreises Riesa. Die Eigenständigkeit des Ortes endete am 1. Januar 1974 durch die Eingemeindung nach Nauwalde als erster Ortsteil der Gemeinde. Im Jahr 1994 wurde der Landkreis Riesa Teil des neu gebildeten Landkreises Riesa-Großenhain, der zum 1. August 2008 in den durch die Kreisreform Sachsen 2008 gebildeten neuen Landkreis Meißen überging.
Seit dem 1. Januar 2013 gehört Schweinfurth zu Gröditz.

### Entwicklung der Einwohnerzahl
| Jahr | Einwohnerzahl                                     |
| ---- | ------------------------------------------------- |
| 1551 | 12 besessene Mann, 13 Inwohner                    |
| 1764 | 13 besessene Mann, 1 Gärtner, 3 Häusler, 12 Hufen |
| 1834 | 98                                                |
| 1871 | 129                                               |

| Jahr | Einwohnerzahl |
| ---- | ------------- |
| 1890 | 116           |
| 1910 | 125           |
| 1925 | 137           |
| 1939 | 106           |

| Jahr | Einwohnerzahl |
| ---- | ------------- |
| 1946 | 189           |
| 1950 | 177           |
| 1964 | 137           |

### Ortsnamenformen
Die Schreibweise des Ortes Schweinfurth wurde geschichtlich unterschiedlich erwähnt:
- 1464: Swynsfurt
- 1522: Schweynsfort
- 1522: Sweynsfart
- 1551: Schweinfforth

## Sehenswürdigkeiten

Schweinfurther Teiche

- Schweinfurther Teiche